# Giro della Liguria
Der Giro della Liguria war eine Radsportveranstaltung in Italien. Es war ein Straßenrennen, das als Etappenrennen ausgetragen wurde und fand von 2001 bis 2004 statt.

## Geschichte
Der Kurs führte quer durch Ligurien. Das Rennen hatte vier Auflagen und wurde zunächst in die UCI-Kategorie 2.4 eingestuft, 2002 dann in die Kategorie 2.3. 2005 stand das Rennen noch im Kalender, wurde aber abgesagt und nicht wieder veranstaltet. 2001 trug das Rennen den Namen „Giro Riviera Ligure Ponente“, benannt nach der gleichnamigen Küstenregion. Der Giro della Liguria hatte vier Etappen und eine Gesamtlänge von 535 bis zu 628 Kilometern. 2004 wurde nach organisatorischen Problemen nur eine Etappe gefahren, die anderen entfielen.

## Sieger
- 2001  László Bodrogi
- 2002  Paolo Bettini
- 2003  Danilo Di Luca
- 2004  Filippo Pozzato